# Ladislaus Weinek

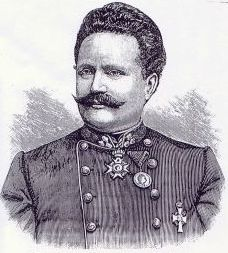
Ladislaus Weinek

Ladislaus Weinek, ungarisch auch Weinek László, (* 13. Februar 1848 in Ofen, Kaisertum Österreich; † 12. November 1913 in Prag, Österreich-Ungarn) war ein österreichisch-ungarischer Astronom.

## Leben
Er wurde als viertes Kind von Josef und Johanna Weinek geboren. Sein Vater war Beamter im ungarischen Kultusministerium. Nachdem Ladislaus Weinek 1865 das Gymnasium in Ofen mit sehr guten Leistungen abgeschlossen und ein Stipendium erhalten hatte, studierte er an der Universität Wien Mathematik, Physik und Astronomie. Nach einer kurzen Tätigkeit als Erzieher beim Grafen Heinrich Wilczek schloss er sein Studium 1870 mit der Gymnasial-Lehramts-Prüfung in Mathematik und Physik ab. Ausgestattet mit einem Reisestipendium des Kultusministeriums studierte er 1871 eineinhalb Semester Astronomie an der Friedrich-Wilhelms-Universität Berlin, wo er enge Kontakte zu Wilhelm Foerster hatte. Anschließend setzte er seine Studien bei Karl Christian Bruhns in Leipzig fort. Als Observator an der Sternwarte Leipzig beteiligte er sich an geodätischen Arbeiten wie der Bestimmung des geographischen Längenunterschieds zwischen Leipzig und Großenhain sowie zwischen Leipzig und München.

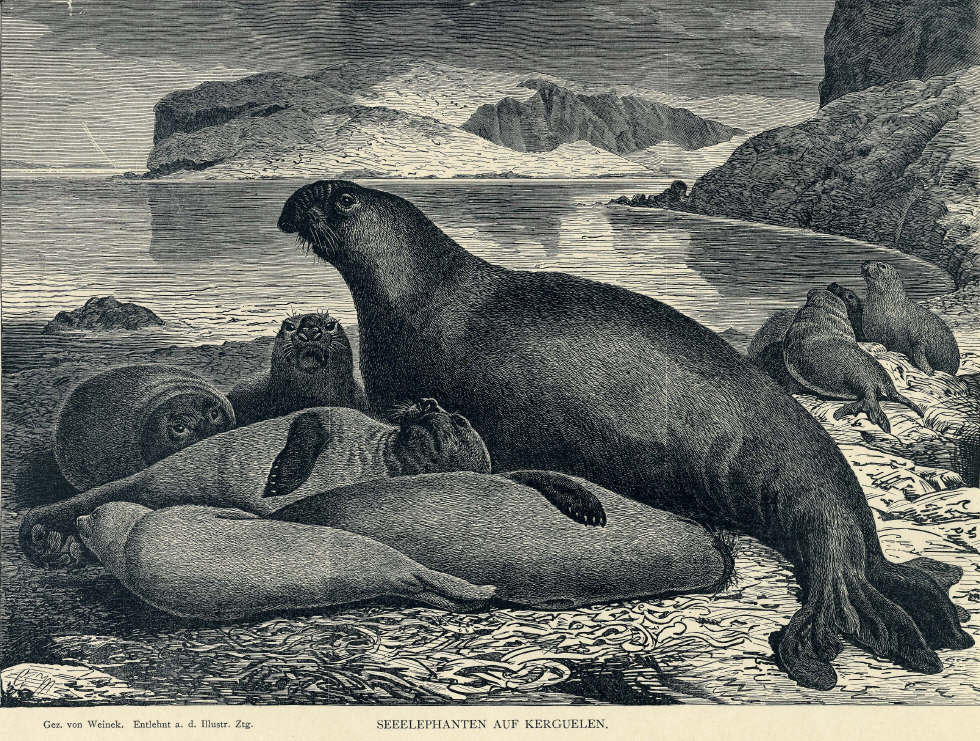
See-Elefanten auf den Kerguelen, Zeichnung von Ladislaus Weinek

Im Oktober 1869 hatte die deutsche Kommission zur Beobachtung des Venusdurchgangs von 1874 beschlossen, Experimente mit dem fotografischen Teleskop durchzuführen, um festzustellen, „ob und durch welche Methode Sonnenbilder von genügender Schärfe und Unveränderlichkeit hergestellt und wie dieselben mit hinlänglicher Sicherheit ausgemessen werden könnten“. Die wesentlichen Arbeiten führte der Geodät Friedrich Paschen in Schwerin aus. Weinek wurde 1873 zum stellvertretenden Leiter der fotografischen Versuchsanstalt Schwerin berufen und übernahm nach Paschens Tod deren Leitung. Im Schweriner Schlossgarten erprobte er am dort aufgestellten Observatorium bis Ende 1873 die zu verwendenden fotografischen Verfahren und schulte im Frühjahr 1874 weitere Teilnehmer der vorgesehenen deutschen Expeditionen. Darüber hinaus ließ er sich von Hermann Carl Vogel an der Sternwarte Bothkamp zu Fragen der Sonnenfotografie beraten und verbrachte Anfang 1874 zwei Monate bei August Winnecke an der Universität Straßburg, um den Umgang mit dem Heliometer zu erlernen. Am 21. Juni 1874 verließ Weinek den Hafen von Kiel auf der Korvette Gazelle, die die Expedition unter Leitung des Astronomen Karl Börgen auf die Inselgruppe Kerguelen im Indischen Ozean brachte. Am 9. Dezember wurde der Venusdurchgang beobachtet und von Weinek in 60 Fotografien hoher Qualität dokumentiert. Für spätere Reiseberichte fertigte der talentierte Weinek Zeichnungen der fremdartigen Natur und Landschaft an. Nach seiner Rückkehr von den Kerguelen-Inseln wurde er Hauptobservator der Leipziger Sternwarte. In den folgenden Jahren führte er unter anderem die Ausmessung und Diskussion aller von den deutschen Expeditionen zur Beobachtung des Venustransits aufgenommenen Fotografien durch. Mit der daraus entstandenen Abhandlung Die Photographie in der messenden Astronomie, insbesondere bei Venusvorübergängen wurde er 1880 an der Universität Jena promoviert.

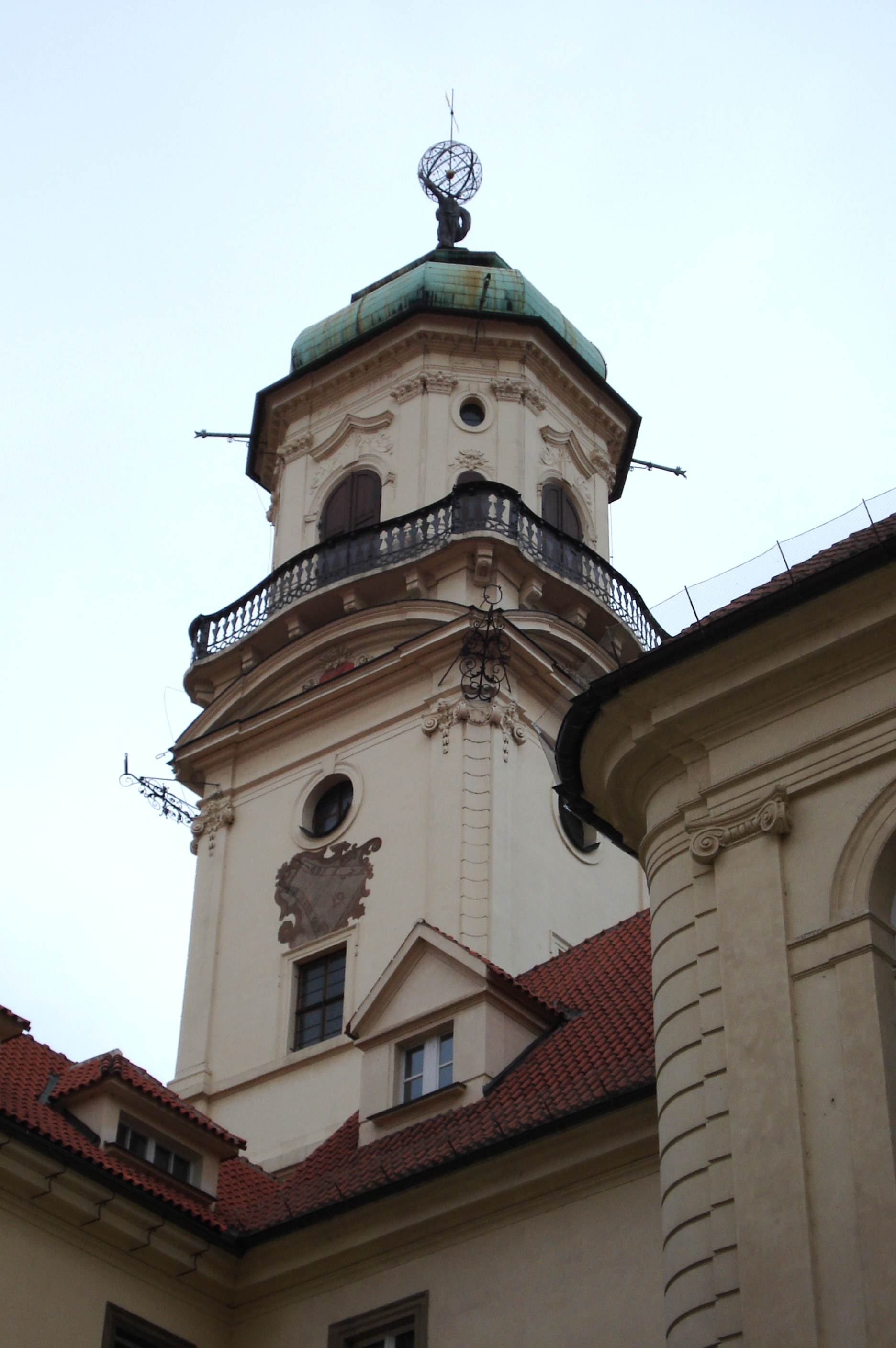
Astronomischer Turm des Clementinums

Als 1882 Heinrich Bruns sein Amt als neuer Direktor der Universitätssternwarte Leipzig antrat, reichte Weinek sein Entlassungsgesuch ein. Nach vorübergehender Tätigkeit in der Privatsternwarte August Auerbachs (1813–1886) in Gohlis und der Beobachtung des neuerlichen Venustransits am 6. Dezember 1882 in der Sternwarte des Barons Basilius von Engelhardt (1828–1915) in Dresden wurde Weinek 1883 zum Professor für Astronomie an die deutsche Karl-Ferdinands-Universität in Prag berufen. Gleichzeitig wurde er Direktor der Universitätssternwarte im Clementinum, die sich allerdings in einem verwahrlosten Zustand befand. Weineks Tätigkeit war deshalb zunächst darauf gerichtet, bauliche Verbesserungen vorzunehmen. So entstand das neue Meridianzimmer, von dem aus Weinek ab 1889 Polhöhenmessungen vornahm, um zunächst im Verein mit den Sternwarten in Berlin, Potsdam und Straßburg, später mit vielen, auch ausländischen Observatorien, den Nachweis der von Karl Friedrich Küstner gefundenen Präzession der Erdachse zu erbringen.
Bereits 1890 war Weinek mit vierzig aufwändigen Mondzeichnungen hervorgetreten, die ihm große Anerkennung einbrachten. Das kalifornische Lick-Observatorium auf dem Mount Hamilton, das über den größten Refraktor der Zeit verfügte, stellte ihm bis zu 3000fach vergrößerte Fotografien des Mondes zur Verfügung. Mittels eines Apparates, den er sich vom Präzisionsmechaniker Gustav Heyde (1846–1930) in Dresden anfertigen ließ, setze Weinek diese in genaue Zeichnungen um. Hinzu kamen Fotografien, die ihm das Observatorium des Columbia College in New York zur Verfügung stellte und ab 1893 Diapositive von Mondaufnahmen, die an der Pariser Sternwarte aufgenommen worden waren. Eine Spende der amerikanischen Millionärin Catherine Wolfe Bruce von 1000 US-Dollar erlaubte es ihm schließlich, von 1897 bis 1900 einen Photographischen Mondatlas aus 200 Blättern im Maßstab des Monddurchmessers von 10 Fuß herauszugeben.
Im Frühjahr 1885 heiratete Weinek die Opernsängerin Stephanie Bermann, die bereits am 13. September desselben Jahres verstarb. Danach war er mit Hermine, geb. Wahle, verheiratet. Aus der Ehe ging die Malerin und Grafikerin Irene Hölzer-Weinek hervor. Später lebte Weinek sehr zurückgezogen und widmete sich ausschließlich seiner Arbeit.

## Ehrungen
Weinek wurde 1879 in die Ungarische Akademie der Wissenschaften und 1890 in die Deutsche Akademie der Naturforscher Leopoldina aufgenommen. Die Berkeley-Universität verlieh ihm 1893 die Ehrendoktorwürde.
Nach Weinek sind eine Bucht auf Kerguelen und der Mondkrater Weinek benannt, außerdem der Asteroid (7114) Weinek.

## Schriften (Auswahl)
- Ladislaus Weinek: Die Photographie in der messenden Astronomie, insbesondere bei Venusvorübergängen. In: Nova Acta der Ksl. Leop.-Carol.-Deutschen Akademie der Naturforscher 70, 1879, S. 33–148
- Ladislaus Weinek: Enlarged Drawings from Lunar Photographs taken at the Lick Observatory. In: Publications of the Astronomical Society of the Pacific 3, 1891, S. 333–344 (online)
- Ladislaus Weinek: Photographischer Mond-Atlas: vornehmlich auf Grund von focalen Negativen der Lick-Sternwarte im Maßstabe eines Monddurchmessers von 10 Fuss ausgeführt, Carl Bellmann, Prag 1897–1900
- Ladislaus Weinek: Definitive Resultate aus den Prager Polhöhenmessungen von 1889 bis 1892 und von 1895 bis 1899. Hasse, Prag 1903